# 梨樹灣站
梨樹灣站是一個襄渝鐵路上的鐵路車站，位於重慶市沙坪壩區，建於1960年，目前為三等站，離襄樊站886公里，距重慶站13公里，距小南海站23公里。车站在重庆货运外绕线通车后于2016年被撤销。撤销前客運辦理旅客乘降；行李、包裹託運。貨運辦理整車貨物發到，不辦理活牲畜發到；不辦理危險貨物發達业务。
车站站场和货场部分地区于2018年用于建设梨树湾客机折返段，于2019年7月10日投入使用；此外原址附近日后将会开发成文创园区。